# قلعة الحشيشية (كعيدنة)

تعديل مصدري - تعديل

قلعة الحشيشية هي إحدى قرى عزلة الغربي بمديرية كعيدنة التابعة لمحافظة حجة، بلغ تعداد سكانها 139 نسمة حسب تعداد اليمن لعام 2004.